# Битва за Данцигский залив
Битва за Данцигский залив произошла 1 сентября 1939 года, в начале вторжения в Польшу, когда военные корабли польского военно-морского флота были атакованы немецкими самолетами люфтваффе в Гданьском заливе (тогда Данцигском заливе). Это было первое военно-воздушное сражение Второй мировой войны. 

## Прелюдия
Все оставшиеся надводные корабли должны были быть отправлены с военно-морской базы в Гдыне на полуостров Хель, откуда они должны были начать так называемую операцию "Рурка". План состоял в том, чтобы установить [военно-морское минное заграждение] между полуостровом Хель и Данцигом, чтобы не допустить проникновения в этот район ни одного вражеского корабля.
В сумерках десять польских военных кораблей вышли из Гдыни в Хель, расположенный на другой стороне залива. Там корабли должны были начать операцию по постановке мин. Они распределились следующим образом: большой минный заградитель Шаблон:ОВП, минных постановок тральщиков Шаблон:ОВП, Шаблон:ОВП, Шаблон:ОВП, Шаблон:ОВП, Шаблон:ОВП и Шаблон:ОВП и канонерская лодка с Шаблон:ОРП и "Генерал Халлер". Эсминец Шаблон:ORP отбыл на свою позицию ранее в тот же день и не принимал участия в бою.<название статьи= VOO> _BOS_{цитировать книгу| последний раз = Ойхара| первый раз = Винсент | название = Германский флот в войне, 1939-1945| издательство = Издательство военно-морского института| издание = переиздание| дата = 2013| url = https://books.google.com/books?id=GkbXBZttEsUC | isbn = 9781612513973 }}</ссылка>
В тот же день немецкий самолет-разведчик заметил "Гриф". В течение получаса был организован и начат немецкий авиаудар.Уильямсон, Д. Г. Польша предана: нацистско-советское вторжение 1939 г. с. 67-68.</ref>

## Битва

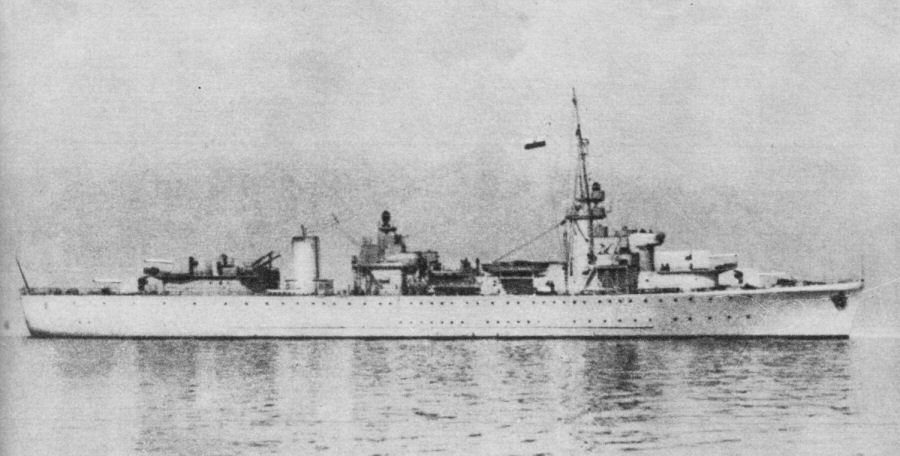
Польский минный заградитель ОРП Гриф

При пересечении Данцигской бухты флотилия была атакована группой из 33 немецких военных самолетов, в основном Junkers Ju 87B Stuka пикирующие бомбардировщики. Немецкие самолеты разделились на две группы и атаковали. Польские корабли совершали отчаянные зигзаги, чтобы избежать попадания. Сосредоточенный зенитный огонь вынудил самолеты бомбить с больших высот.Воздушный налет был в основном безуспешным, и польские корабли понесли лишь незначительные потери. Костяк польской флотилии, лодка "Гриф" с более чем 300 морскими минами на борту, осталась невредимой.
Однако вскоре после того, как первый воздушный налет был отбит, немецкие бомбардировщики вернулись около 18:00. Прямых попаданий не было, но два польских минных заградителя были повреждены близкими попаданиями и пулеметным огнем, ORP "Гриф" и ORP "Mewa".<username=хаар>Хаар, Гейр Х. The Gathering Storm 47.</ref> В результате близкого попадания Mewa был выведен из строя, а 22 члена его экипажа были убиты или ранены, поэтому его пришлось отбуксировать ORP Rybitwa. Командир ОРП "Грайф", Cmdr. Стефан Квятковский был убит немецким пулеметным огнем, 29 его людей были ранены, а руль его корабля заклинило. Первый офицер "Грейфа", капитан-лейтенант. Виктор Ломидзе принял командование на себя. Опасаясь, что груз из 300 мин может стать помехой, он приказал выбросить боеприпасы за борт.

## Предыстория
Польский военно-морской флот Второй Польской Республики (1919-39) был подготовлен главным образом как средство поддержки военно-морских коммуникаций с Францией в случае войны с Советским Союзом. После того, как стало очевидно, что агрессором будет Германия, и вход в Балтийское море будет заблокирован, три из четырех польских современных эсминцев были выведены из Балтийского моря в Великобританию в рамках так называемой операции "Пекин". Оставшиеся силы, состоящие из одного крупного минного заградителя, одного эсминца, пяти подводных лодок и судов меньшего размера, должны были провести две крупные военно-морские операции, обе из которых были направлены на срыв передвижения немецких военно-морских сил в районе Данцигской бухты и транзитных перевозок между Германией и Восточной Пруссией. Все подводные лодки были отправлены в свои оперативные зоны на юге Балтийского моря для участия в Рабочем плане - попытке защитить польское побережье от возможной высадки немцев.